# منتخب كوراساو لكرة القدم
منتخب كوراساو لكرة القدم (بالبابيامنتو: Selekshon di Futbòl Kòrsou) هو منتخب كرة القدم الرسمي لكوراساو، تحت إدارة اتحاد كوراساو لكرة القدم.

## وصلات خارجية
- قائمة بيانات المنتخب من الموقع الرسمي للفيفا باللغة العربية